# Витешки ред Змаја
Витешки ред Змаја (лат. Societas Draconistrarum) настао је према угледу на бургундијски витешки ред Св. Ђорђа. Ред је првобитно био задужен за заштиту краљевске породице цара Светог римског царства Жигмунда (у време док је још увек био краљ Угарске). Чланови реда називали су се дракон(и) или дракул(и).

## Успостављање Витешког реда Змаја
Дана 13. децембра 1408. године објављена је повеља реда у којој је назначено да је основни задатак реда одбрана крста од непријатеља, нарочито од Турака. Међу 24 витеза који су учествовали у успостављању (или обнављању) реда 1408. год. налазили су се:
- Жигмунд Луксембуршки, краљ Угарске
- Ладислав II, краљ Пољске
- краљ Алфонсо од Арагона и Напуља
- Витовт од Литваније, велики принц
- Стефан Лазаревић, деспот Србије
- Херман II, гроф цељски
- Ернст од Аустрије, војвода
- Томас Маубреј, војвода од Норфолка (после 1439. године)
- Влад Цепеш, војвода Влашке (после 1431. године)
- Филип Мађарин односно Пипо од Озоре, италијански племић и угарски великаш

## Чланови реда из оснивачке повеље 1408. године
Према: G. Fejér: Codex Diplomaticus Hungariae ecclesiasticus ac civilis, X/4, Budae, 1841, 317.

### Симбол реда
Симбол реда је змај са репом обавијеним око врата. На леђима змаја, од врата па све до репа, налазио се црвени крст Светог Ђорђа, док је читав симбол био на сребрној позадини. Змај је представљао звер из Књиге откровења, док је црвени крст симболизовао победу Христа над злим силама. Од чланова реда очекивало се да стално носе симбол, најчешће у облику медаљона око врата и често су сахрањивани са њим.
Представници Универзитета у Букурешту сматрају да је оригинални назив повеље о оснивању реда 'O Quam Misericors est Deus, Pius et Justus' највероватније био део амблема.

### Раст реда
Године 1431, год. Жигмунд је донео одлуку да прошири ред. Да би то учинио, позвао је велики број тадашњих политички утицајних личности и војно корисних вазала да постану чланови витешког реда Змаја. Међу значајним личностима којима је указана ова част био је и Влад II Дракул, отац Влада Цепеша, који је био задужен за одбрану дела границе, тј. пролаза од Трансилваније ка Влашкој. (Надимак „Дракул“ додељен му је када је постао члан витешког реда змаја.)
Увођење нових чланова у ред Змаја довело је до стварања различитих класа унутар самог реда. Свака класа имала је малу варијацију у симболу реда, иако је фигура змаја још увек била доминантна. Најчешће промене обухватале су употребу натписа као што су "O quam misericors est Deus" ("Ох, како је Бог милостив") и "Iustus et paciens" ("Праведно и мирољубиво"). Витешки ред Змаја је имао веома снажан утицај све до Жигмундове смрти 1437. год. Међутим, без снажног заштитника, ред је убрзо изгубио на значају и престижу.

## Модерно доба
Иако је симбол реда присвојен од стране многобројних племићких породица у Европи, до данас је очувано мало историјских артефаката реда. Копија повеље о оснивању реда из 1707. године, која се чува у универзитету у Букурешту, представља најстарији сачувани историјски артефакт реда.
Данас „Империјални и краљевски суд и ред змаја“ представља недавно незванично обновљени ред Змаја. Иако се не сматра витешким редом, стекао је велики број следбеника. Један од његових најистакнутијих чланова је Мајкл Стјуарт од Олбанија, познатији под титулом „Принц Мајкл од Олбанија“, коју је сам себи наденуо. Олбани тврди да је директан потомак Чарлса Едварда Стјуарта, последњег представника краљевске куће Стјуарта.
28.Јуна 2011 године Кнез Александар Карађорђевић као припадник краљевске породице из Србије, државе чији је владар Деспот Стефан Лазаревић био један од оснивача старог Реда Змаја, покреће поново Ред. Након његове смрти први човек реда је Принц Владимир Карађорђевић.

### На српском
- Ацовић, Драгомир (2013). Слава и част: одликовања међу Србима: Срби међу одликовањима. Београд: Службени гласник. ISBN 978-86-519-1750-2.  200069388
- Ацовић, Драгомир М. (2000). „Ред змаја” (PDF). Glasnik SHD Gazette. 4.
- Stojaković, Slobodanka (1997). „Gospodin Despot Stefan Lazarević (1389—1427) — prvi nosilac ordena Viteškog reda Zmaja prvog stepena”. Numizmatički časopis „Dinar”. 5: 29—31.

### На енглеском, немачком
- Милојевић-Козловачки, Весна (2009). Господари змаја: Порекло витешких линија Балкана. Нови Сад: MBM-plas. ISBN 978-86-84999-28-5.